# Lenticulinella
Lenticulinella es un género de foraminífero bentónico de la subfamilia Lenticulininae, de la familia Vaginulinidae, de la superfamilia Nodosarioidea, del suborden Lagenina y del orden Lagenida. Su especie tipo es Lenticulina schutskajae. Su rango cronoestratigráfico abarca el Cenomaniense (Cretácico superior).

## Clasificación
Lenticulinella incluye a la siguiente especie:
- Lenticulinella schutskajae †